# Ричардсон, Джеймс (социолог)
Джеймс Ричардсон (англ. James T. Richardson) — американский социолог, профессор социологии и юриспруденции в Университете Невады в Рино. Известный критик теории о промывании мозгов.

## Образование и карьера
В 1965 году получил учёную степень бакалавра по социологии в Техасском технологическом университете. В 1966 году в том же университете получил степень магистра социологии. В 1968 году защитил докторскую диссертацию по социологии в Университете штата Вашингтон. В 1986 году получил степень доктора права в Невадской школе права.
Научные интересы: социология религии и новые религиозные движения, социология права, социальные движения.